# Коровьев
Фаго́т — персонаж романа «Мастер и Маргарита», рыцарь, член свиты Воланда. В Москве 30-х годов был известен под фамилией Коро́вьев, представлялся то бывшим регентом, то переводчиком при знатном иностранце.

…прозрачный гражданин престранного вида. На маленькой головке жокейский картузик, клетчатый кургузый воздушный… пиджачок… гражданин ростом в сажень, но в плечах узок, худ неимоверно, и физиономия, прошу заметить, глумливая…

..усишки у него, как куриные перья, глазки маленькие, иронические и полупьяные, а брючки клетчатые, подтянутые настолько, что видны грязные белые носки…

## Этимология
Настоящее имя рыцаря, Фагот, вероятно, образовано от названия одноимённого музыкального инструмента, изобретённого итальянским монахом Афранио. Благодаря этому обстоятельству резче обозначается функциональная связь между Коровьевым-Фаготом и Афранием, начальником тайной стражи при прокураторе Понтии Пилате. Форма фагота также напоминает фигуру Коровьева — проглядывается сходство между длинной тонкой трубкой и высоким, тощим и узким в плечах регентом-пьяницей, готовым в любой момент услужливо склониться перед собеседником. По одной из версий, имя-название музыкального инструмента является намёком на то, что Фагот некогда был членом ангельского хора.
Существует вероятность, что имена всех членов свиты Воланда связаны с языком иврит. Так, например, Коровьев (на иврите каров — близкий, то есть приближённый), Бегемот (на иврите бехема — скотина), Азазелло (на иврите азазель — демон).
Возможна также аллюзия, связанная с характеристикой Скалозуба, данной ему Чацким, в «Горе от ума»: «Хрипун, удавленник, фагот».
Следует обратить внимание, что в переводе на английский язык у читателя возникает стойкая аллюзия со сленговым словом "педик" (faggot).

## Роль в романе
Фагот появляется уже в первых абзацах романа, где сначала предстаёт в качестве галлюцинации, видной одному лишь Берлиозу. Возникает он из майского зноя, как и положено любому представителю нечистой силы. Вечером, по завершении рассказа Воланда о встрече Понтия Пилата с Иешуа, Коровьев, уже в плотском обличии, назвавшись бывшим регентом, направляет Берлиоза к турникету с разлитым Аннушкой маслом, возле которого тот и попал под трамвай.
В дальнейшем роль Фагота в основном связана с «грязной работой» и «трюками» — он пытается сбить с пути преследующего свиту Воланда Ивана Бездомного, даёт председателю жилтоварищества Босому взятку рублями, которые потом волшебным образом превращаются в доллары, занимает зрителей во время представления в театре Варьете. Одну из последних глав в романе автор отводит «похождениям» Коровьева и его пажа Бегемота, в ходе которых они поджигают Торгсин и дом Грибоедова.
Во время великого бала Сатаны Фагот вместе с Бегемотом и королевой Марго встречает гостей, а позже подаёт Воланду чашу, наполненную кровью барона Майгеля.
В сцене последнего полёта Фагот предстаёт тёмно-фиолетовым рыцарем с вечно мрачным лицом. По словам Воланда, Фагот был обречён шутить на многие века за неудачный каламбур о Свете и Тьме, который тот сочинил во время своих рассуждений.

Вряд ли бы теперь узнали Коровьева-Фагота, самозванного переводчика при таинственном и не нуждающемся ни в каких переводах консультанте <…> На месте того, кто в драной цирковой одежде покинул Воробьёвы горы под именем Коровьева-Фагота, теперь скакал, тихо звеня золотою цепью повода, тёмно-фиолетовый рыцарь с мрачнейшим и никогда не улыбающимся лицом. Он упёрся подбородком в грудь, он не глядел на луну, он не интересовался землёю под собою, он думал о чём-то своём, летя рядом с Воландом.

## Возможные прототипы
- Некоторую схожесть можно просмотреть между Коровьевым Булгакова и Коровкиным Достоевского, персонажем повести «Село Степанчиково и его обитатели»[1][2]. Несмотря на полный контраст внешности (Коровьев высокий, худой и узкоплечий, Коровкин же низкий, плотный и широкоплечий), обладают разительной схожестью их небрежность к внешнему виду, неразборчивость в еде, любовь выпить и манера речи[3][неавторитетный источник].
- Возможно, одним из прототипов Фагота, который в Москве представлялся бывшим регентом церковного хора, являлся один из знакомых Булгакова, слесарь-водопроводчик Агеич, муж домработницы Булгаковых Маруси. Будучи пьяным, Агеич вспоминал свою юность и то, как пел в церковном хоре. Если же Агеич начинал петь псалмы, то выпроводить его было невероятно трудно[4][неавторитетный источник].
- Самсон Карраско и рыцарь Фалькенштейн. Возможно, именно с них был списан образ Фагота как мрачного рыцаря. Оба персонажа были наказаны, первый — за насмешку над предсказанием собственной смерти (за это же наказан и Михаил Александрович Берлиоз), а второй — за сомнения в существовании демонов, причем лицо его навеки остается бледным, тогда как рыцарь Фагот обречен оставаться с всегда мрачным лицом[5][неавторитетный источник].
- Похожий персонаж уже появлялся у Булгакова — в романе «Дни Турбиных», как реминисценция «Бесов» Достоевского:

Только под утро он разделся и уснул, и вот во сне явился к нему маленького роста кошмар в брюках в крупную клетку и глумливо сказал:
 — Голым профилем на ежа не сядешь!.. Святая Русь — страна деревянная, нищая и… опасная, а русскому человеку честь — только лишнее бремя.
 — Ах ты! — вскричал во сне Турбин. — Г-гадина, да я тебя. — Турбин во сне полез в ящик стола доставать браунинг, сонный достал, хотел выстрелить в кошмар, погнался за ним, и кошмар пропал.
- По версии Дмитрия Быкова, Коровьев-Фагот — это Паниковский с его канотье, Азазелло — это Балаганов, Козлевич — Бегемот[6].
- Ещё одна версия гласит, что «рыцарь который когда-то неудачно пошутил о свете и тьме» это трубадур Гильем Тудельский[фр.], автор «Песни об Альбигойском крестовом походе», в которой он слишком возрадовался гибели лидера крестового похода против альбигойцев, Симона де Монфора[7].

## Образ Коровьева в кинематографе и театре
| Название                          | Страна             | Год  | Режиссёр                       | В роли Коровьева-Фагота | Примечания                      |
| --------------------------------- | ------------------ | ---- | ------------------------------ | ----------------------- | ------------------------------- |
| Мастер и Маргарита                | Италия · Югославия | 1972 | Александр Петрович             | Велимир Живоинович      |                                 |
| Никогда не отвлекайтесь на работе | СССР               | 1976 | Виталий Фетисов                | Глеб Стриженов          | короткометражный кинофельетон   |
| Мастер и Маргарита                | СССР               | 1977 | Юрий Любимов                   | Иван Дыховичный         | спектакль                       |
| Мастер                            | СССР               | 1987 | Ольга Кознова                  | Юрий Яковлев            | документальный фильм            |
| Мастер и Маргарита                | Польша             | 1988 | Мацей Войтышко                 | Януш Михаловский        |                                 |
| Мастер и Маргарита                | Россия             | 1994 | Юрий Кара                      | Александр Филиппенко    |                                 |
| Роковые яйца                      | Россия · Чехия     | 1995 | Сергей Ломкин                  | Александр Васютинский   | комедийно-фантастический фильм  |
| Мастер и Маргарита                | Россия             | 2005 | Владимир Бортко                | Александр Абдулов       | телесериал                      |
| Мастер и Маргарита                | Венгрия            | 2005 | Ибойя Фекете                   | Золтан Мучи             | короткометражный фильм          |
| Мастер и Маргарита                | Россия             | 2009 | Леонид Полонский Игорь Бунаков | Сергей Сорокин          | мюзикл                          |
| Мастер и Маргарита                | Россия             | 2024 | Михаил Локшин                  | Юрий Колокольников      | фэнтезийный драматический фильм |